# Monticello (New York)
Pour les articles homonymes, voir Monticello (homonymie).
Le village de Monticello (en anglais [ˌmɒntᵻˈsɛloʊ]) est le siège du comté de Sullivan, situé dans l'État de New York, aux États-Unis.

## Patrimoine
- L'église Saint-Jean, construite entre 1879 et 1881.

## Démographie
| Groupe            | Monticello | New York | États-Unis |
| ----------------- | ---------- | -------- | ---------- |
| Blancs            | 49,4       | 65,8     | 72,4       |
| Afro-Américains   | 32,1       | 15,9     | 12,6       |
| Autres            | 9,4        | 7,5      | 6,4        |
| Métis             | 6,0        | 3,0      | 2,9        |
| Asiatiques        | 2,4        | 7,3      | 4,8        |
| Amérindiens       | 0,6        | 0,6      | 0,9        |
| Total             | 100        | 100      | 100        |
|                   |            |          |            |
| Latino-Américains | 29,9       | 17,6     | 16,7       |

Selon l'American Community Survey, pour la période 2011-2015, 76,10 % de la population âgée de plus de 5 ans déclare parler l'anglais à la maison, 21,01 % déclare parler l'espagnol, 0,57 % l'hébreu, 0,53 % yiddish et 1,79 % une autre langue.

## Personnalités
- Leon Silver (1925-), géologue américain né à Monticello.